# Como 1907 2025-2026
Questa voce raccoglie le informazioni riguardanti il Como 1907 nelle competizioni ufficiali della stagione 2025-2026.

## Stagione
La squadra disputa il campionato di Serie A, essendosi classificata al decimo posto nella stagione precedente. La società conferma Cesc Fàbregas come allenatore e nel mercato estivo cede Gabriel Strefezza all'Olympiakos e Alieu Fadera al Sassuolo. Lasciano Como anche il portiere Emil Audero e i centrocampisti Luca Mazzitelli e Matthias Braunöder. Torna alla Fiorentina Jonathan Ikoné. Pepe Reina e Alessio Iovine cessano l'attività.
Il 10 agosto disputa per la prima volta nella sua storia il Trofeo Joan Gamper, perdendo contro il Barcellona per 0-5.

## Divise e sponsor
Lo sponsor tecnico per la stagione 2025-2026 è ancora Adidas. Il main sponsor è Uber, lo sleeve sponsor è Polytron mentre il back sponsor è Neuberger Berman.
| Casa | Trasferta | Terza divisa |

## Organigramma societario
Area direttiva
- Presidente: Mirwan Suwarso
- Amministratore delegato (CEO): Francesco Terrazzani
- Direttore generale e sportivo: Carlalberto Ludi
- Consiglio amministrativo (investitore/mecenate): Thierry Daniel Henry

Area organizzativa
- Segretario Generale: Emanuela Lubian
- Responsabile amministrazione, finanza e controllo: Fabio Lori
- Responsabile Legale: Michela Ugge
- Segretario settore giovanile: Filippo Jaccarino
- Membro del consiglio di amministrazione: Raphael Varane

Area comunicazione
- Responsabile Comunicazione: Alessandro Camagni
- Responsabile Comunicazione e Ufficio Stampa: Alexandra Bell
- Responsabile del Supporto ai Tifosi: Cosimo De Luca

Area marketing
- Capo Marketing: Heidi Dettmer
- Direttore Commerciale e Marketing: Veronica Oldani
- Direttore Como TV: Goffredo D’Onofrio
- Responsabile Marketing: Giulia Erickson
- Responsabile Vendite e Entrate: Ryan Shelton

Area tecnica
- Direttore sportivo: Carlalberto Ludi
- Collaboratore Area Tecnica: Davide Facchin
- Responsabile Area Scouting: Christian Bruccoleri
- Head of Development: Osian Roberts
- Head of Recrutiment: Ian Torrance
- Team Manager: Giuseppe Calandra
- Allenatore: Francesc Fàbregas Soler
- Allenatore in seconda: Daniel Guindos Lopez
- Preparatori atletici: Andrea Castellani e Andrea Bernasconi
- Preparatore dei portieri: Enrico Malatesta
- Video Analyst: Chris Galley

Area sanitaria
- Medico sociale: Alberto Giughello
- Fisioterapista/Massaggiatore: Simone Gallo
- Fisioterapista: José Ángel Calvarro Ordás
- Massofisioterapista e osteopata: Alessandro Pozzoli

## Rosa
Rosa aggiornata al 14 agosto 2025.
| N. |                      | Ruolo | Calciatore                        |
| -- | -------------------- | ----- | --------------------------------- |
| 1  | Francia (bandiera)   | P     | Jean Butez                        |
| 2  | Germania (bandiera)  | D     | Marc-Oliver Kempf                 |
| 3  | Spagna (bandiera)    | D     | Álex Valle                        |
| 4  | Italia (bandiera)    | D     | Alberto Dossena                   |
| 5  | Italia (bandiera)    | D     | Edoardo Goldaniga                 |
| 6  | Francia (bandiera)   | C     | Maxence Caqueret                  |
| 7  | Spagna (bandiera)    | A     | Álvaro Morata                     |
| 8  | Spagna (bandiera)    | C     | Sergi Roberto                     |
| 9  | Italia (bandiera)    | A     | Alessandro Gabrielloni (capitano) |
| 10 | Argentina (bandiera) | C     | Nicolás Paz                       |
| 11 | Grecia (bandiera)    | A     | Tasos Douvikas                    |
| 12 | Brasile (bandiera)   | P     | Henrique Lopes Menke              |
| 14 | Spagna (bandiera)    | D     | Jacobo Ramón                      |
| 15 | Italia (bandiera)    | D     | Fellipe Jack                      |
| 17 | Spagna (bandiera)    | A     | Jesús Rodríguez                   |
| 18 | Spagna (bandiera)    | D     | Alberto Moreno                    |
| 19 | Germania (bandiera)  | A     | Nicolas Kühn                      |
| 20 | Croazia (bandiera)   | C     | Martin Baturina                   |
| 22 | Italia (bandiera)    | P     | Mauro Vigorito                    |
| 23 | Argentina (bandiera) | C     | Máximo Perrone                    |
| 26 | Germania (bandiera)  | C     | Yannik Engelhardt                 |

| N. |                           | Ruolo | Calciatore            |
| -- | ------------------------- | ----- | --------------------- |
| 28 | Croazia (bandiera)        | D     | Ivan Smolčić          |
| 31 | Kosovo (bandiera)         | D     | Mërgim Vojvoda        |
| 33 | Francia (bandiera)        | C     | Lucas Da Cunha        |
| 38 | Senegal (bandiera)        | A     | Assane Diao           |
| 42 | Paesi Bassi (bandiera)    | A     | Jayden Addai          |
| 44 | Irlanda (bandiera)        | D     | Naj Razi              |
| 58 | Italia (bandiera)         | C     | Giuseppe Mazzaglia    |
| 63 | Italia (bandiera)         | A     | Patrick Cutrone       |
| 77 | Belgio (bandiera)         | D     | Ignace Van der Brempt |
| 90 | Spagna (bandiera)         | A     | Iván Azón             |
|    | Inghilterra (bandiera)    | C     | Dele Alli             |
|    | Italia (bandiera)         | A     | Andrea Belotti        |
|    | Svizzera (bandiera)       | A     | Samuel Ballet         |
|    | Italia (bandiera)         | A     | Alberto Cerri         |
|    | Italia (bandiera)         | D     | Marco Sala            |
|    | Italia (bandiera)         | D     | Tommaso Cassandro     |
|    | Costa d'Avorio (bandiera) | C     | Ben Lhassine Kone     |
|    | Irlanda (bandiera)        | C     | Liam Kerrigan         |
|    | Slovacchia (bandiera)     | D     | Peter Kováčik         |
|    | Iraq (bandiera)           | A     | Ali Jasim             |

## Calciomercato

### Sessione estiva(dal 01/07 al 01/09)
| Acquisti         | Acquisti              | Acquisti         | Acquisti                    |
| R.               | Nome                  | da               | Modalità                    |
| ---------------- | --------------------- | ---------------- | --------------------------- |
| A                | Jesús Rodríguez       | Betis            | definitivo (22,5 milioni €) |
| A                | Nicolas Kühn          | Celtic           | definitivo (19 milioni €)   |
| A                | Martin Baturina       | Dinamo Zagabria  | definitivo (25 milioni €)   |
| A                | Jayden Addai          | AZ Alkmaar       | definitivo (14 milioni €)   |
| A                | Máximo Perrone        | Manchester City  | definitivo (13 milioni €)   |
| D                | Álex Valle            | Barcellona       | definitivo (6 milioni €)    |
| D                | Ignace Van der Brempt | Salisburgo       | definitivo (5 milioni €)    |
| D                | Jacobo Ramón          | Real M. Castilla | definitivo (2,5 milioni €)  |
| C                | Luca Mazzitelli       | Frosinone        | definitivo (2 milioni €)    |
| D                | Fellipe Jack          | Palmeiras        | definitivo (2 milioni €)    |
| A                | Álvaro Morata         | Milan            | prestito                    |
| Altre operazioni |                       |                  |                             |
| R.               | Nome                  | da               | Modalità                    |
| P                | Emil Audero           | Palermo          | fine prestito               |
| A                | Andrea Belotti        | Benfica          | fine prestito               |
| C                | Simone Verdi          | Sassuolo         | fine prestito               |
| C                | Luca Mazzitelli       | Sassuolo         | fine prestito               |
| C                | Oliver Abildgaard     | Pisa             | fine prestito               |
| A                | Alberto Cerri         | Salernitana      | fine prestito               |
| D                | Peter Kováčik         | Podbrezová       | fine prestito               |
| D                | Marco Sala            | Lecce            | fine prestito               |
| C                | Alessandro Bellemo    | Sampdoria        | fine prestito               |
| A                | Nikolas Iōannou       | Sampdoria        | fine prestito               |
| D                | Marco Curto           | Sampdoria        | fine prestito               |
| P                | Simone Ghidotti       | Sampdoria        | fine prestito               |
| A                | Tommaso Cassandro     | Catanzaro        | fine prestito               |
| C                | Fabio Rispoli         | Virtus Verona    | fine prestito               |
| A                | Ali Jasim             | Almere City      | fine prestito               |
| C                | Ben Lhassine Kone     | Frosinone        | fine prestito               |
| A                | Tommaso Fumagalli     | Cosenza          | fine prestito               |
| A                | Liam Kerrigan         | KSK Beveren      | fine prestito               |
| C                | Marco Tremolada       | Lumezzane        | fine prestito               |

| Cessioni         | Cessioni              | Cessioni        | Cessioni                 |
| R.               | Nome                  | a               | Modalità                 |
| ---------------- | --------------------- | --------------- | ------------------------ |
| A                | Gabriel Strefezza     | Olympiacos      | definitivo (8 milioni €) |
| C                | Alessandro Bellemo    | Sampdoria       | definitivo (2 milioni €) |
| D                | Nikolas Iōannou       | Cesena          | definitivo (2 milioni €) |
| A                | Alieu Fadera          | Sassuolo        | prestito (1 milione €)   |
| D                | Marco Curto           | Sampdoria       | definitivo (750 mila €)  |
| P                | Simone Ghidotti       | Sampdoria       | definitivo (400 mila €)  |
| C                | Marco Tremolada       | Pergolettese    | gratuito                 |
| P                | Emil Audero           | Cremonese       | prestito                 |
| C                | Luca Mazzitelli       | Cagliari        | prestito                 |
| C                | Fabio Rispoli         | Catanzaro       | prestito                 |
| C                | Matthias Braunöder    | Bari            | prestito                 |
| C                | Oliver Abildgaard     | Sampdoria       | prestito                 |
| A                | Tommaso Fumagalli     | Virtus Entella  | prestito                 |
| C                | Simone Verdi          |                 | svincolato               |
| P                | Pierre Bolchini       |                 | svincolato               |
| P                | Pepe Reina            |                 | ritiro                   |
| D                | Alessio Iovine        |                 | ritiro                   |
| Altre operazioni |                       |                 |                          |
| R.               | Nome                  | a               | Modalità                 |
| C                | Máximo Perrone        | Manchester City | fine prestito            |
| A                | Jonathan Ikoné        | Fiorentina      | fine prestito            |
| D                | Ignace Van der Brempt | Salisburgo      | fine prestito            |
| C                | Luca Mazzitelli       | Frosinone       | fine prestito            |
| D                | Fellipe Jack          | Palmeiras       | fine prestito            |

### Sessione invernale(dal 3/1 al 3/2)
| Acquisti         | Acquisti         | Acquisti         | Acquisti         |
| R.               | Nome             | da               | Modalità         |
| Altre operazioni | Altre operazioni | Altre operazioni | Altre operazioni |
| R.               | Nome             | da               | Modalità         |
| ---------------- | ---------------- | ---------------- | ---------------- |

| Cessioni         | Cessioni         | Cessioni         | Cessioni         |
| R.               | Nome             | a                | Modalità         |
| Altre operazioni | Altre operazioni | Altre operazioni | Altre operazioni |
| R.               | Nome             | da               | Modalità         |
| ---------------- | ---------------- | ---------------- | ---------------- |

## Risultati

### Serie A

#### Girone di andata
| Como 24 agosto 2025, ore 18:30 CEST 1ª giornata | Como | – referto | Lazio | Stadio Giuseppe Sinigaglia |

| Bologna 30 agosto 2025, ore 18:30 CEST 2ª giornata | Bologna | – referto | Como | Stadio Renato Dall'Ara |

| Como 15 settembre 2025, ore 20:45 CEST 3ª giornata | Como | – referto | Genoa | Stadio Giuseppe Sinigaglia |

| Firenze 4ª giornata | Fiorentina | – referto | Como | Stadio Artemio Franchi |

| Como 5ª giornata | Como | – referto | Cremonese | Stadio Giuseppe Sinigaglia |

| Bergamo 6ª giornata | Atalanta | – referto | Como | Stadio Atleti Azzurri d'Italia |

| Como 7ª giornata | Como | – referto | Juventus | Stadio Giuseppe Sinigaglia |

| Parma 8ª giornata | Parma | – referto | Como | Stadio Ennio Tardini |

| Como 9ª giornata | Como | – referto | Verona | Stadio Giuseppe Sinigaglia |

| Napoli 10ª giornata | Napoli | – referto | Como | Stadio Diego Armando Maradona |

| Como 11ª giornata | Como | – referto | Cagliari | Stadio Giuseppe Sinigaglia |

| Torino 12ª giornata | Torino | – referto | Como | Stadio Olimpico Grande Torino |

| Como 13ª giornata | Como | – referto | Sassuolo | Stadio Giuseppe Sinigaglia |

| Milano 14ª giornata | Inter | – referto | Como | Stadio Giuseppe Meazza |

| Roma 15ª giornata | Roma | – referto | Como | Stadio Olimpico |

| Como 16ª giornata | Como | – referto | Milan | Stadio Giuseppe Sinigaglia |

| Lecce 17ª giornata | Lecce | – referto | Como | Stadio Via del mare |

| Como 18ª giornata | Como | – referto | Udinese | Stadio Giuseppe Sinigaglia |

| Pisa 19ª giornata | Pisa | – referto | Como | Stadio Arena Garibaldi-Romeo Anconetani |

#### Girone di ritorno
| Como 20ª giornata | Como | – referto | Bologna | Stadio Giuseppe Sinigaglia |

| Roma 21ª giornata | Lazio | – referto | Como | Stadio Olimpico |

| Como 22ª giornata | Como | – referto | Torino | Stadio Giuseppe Sinigaglia |

| Como 23ª giornata | Como | – referto | Atalanta | Stadio Giuseppe Sinigaglia |

| ''da definire'' 24ª giornata | Milan | – referto | Como | da definire |

| Como 25ª giornata | Como | – referto | Fiorentina | Stadio Giuseppe Sinigaglia |

| Torino 26ª giornata | Juventus | – referto | Como | Juventus Stadium |

| Como 27ª giornata | Como | – referto | Lecce | Stadio Giuseppe Sinigaglia |

| Cagliari 28ª giornata | Cagliari | – referto | Como | Unipol Domus |

| Como 29ª giornata | Como | – referto | Roma | Stadio Giuseppe Sinigaglia |

| Como 30ª giornata | Como | – referto | Pisa | Stadio Giuseppe Sinigaglia |

| Udine 31ª giornata | Udinese | – referto | Como | Stadio Friuli |

| Como 32ª giornata | Como | – referto | Inter | Stadio Giuseppe Sinigaglia |

| Reggio Emilia 33ª giornata | Sassuolo | – referto | Como | Mapei Stadium - Città del Tricolore |

| Genova 34ª giornata | Genoa | – referto | Como | Stadio Luigi Ferraris |

| Como 35ª giornata | Como | – referto | Napoli | Stadio Giuseppe Sinigaglia |

| Verona 36ª giornata | Verona | – referto | Como | Stadio Marcantonio Bentegodi |

| Como 37ª giornata | Como | – referto | Parma | Stadio Giuseppe Sinigaglia |

| Cremona 38ª giornata | Cremonese | – referto | Como | Stadio Giovanni Zini |

### Coppa Italia

#### Turni eliminatori
| Arbitro: | Simone Galipò (Firenze) |

|                                |           |                      |
| Douvikas 39’, 41’ Da Cunha 43’ | Marcatori | 14’ (rig.) Casiraghi |

## Statistiche

### Statistiche di squadra
| Competizione | Punti | In casa | In casa | In casa | In casa | In casa | In casa | In trasferta | In trasferta | In trasferta | In trasferta | In trasferta | In trasferta | In campo neutro | In campo neutro | In campo neutro | In campo neutro | In campo neutro | In campo neutro | Totale | Totale | Totale | Totale | Totale | Totale | DR |
| Competizione | Punti | G       | V       | N       | P       | Gf      | Gs      | G            | V            | N            | P            | Gf           | Gs           | G               | V               | N               | P               | Gf              | Gs              | G      | V      | N      | P      | Gf     | Gs     | DR |
| ------------ | ----- | ------- | ------- | ------- | ------- | ------- | ------- | ------------ | ------------ | ------------ | ------------ | ------------ | ------------ | --------------- | --------------- | --------------- | --------------- | --------------- | --------------- | ------ | ------ | ------ | ------ | ------ | ------ | -- |
| Serie A      | -     |         |         |         |         |         |         |              |              |              |              |              |              | -               | -               | -               | -               | -               | -               |        |        |        |        |        |        |    |
| Coppa Italia | -     | 1       | 1       | 0       | 0       | 3       | 1       | 0            | 0            | 0            | 0            | 0            | 0            | -               | -               | -               | -               | -               | -               | 1      | 1      | 0      | 0      | 3      | 1      | +2 |
| Totale       | -     | 1       | 1       | 0       | 0       | 3       | 1       | 0            | 0            | 0            | 0            | 0            | 0            | -               | -               | -               | -               | -               | -               | 1      | 1      | 0      | 0      | 3      | 1      | +2 |

### Andamento in campionato
| Giornata  | 1 | 2 | 3 | 4 | 5 | 6 | 7 | 8 | 9 | 10 | 11 | 12 | 13 | 14 | 15 | 16 | 17 | 18 | 19 | 20 | 21 | 22 | 23 | 24 | 25 | 26 | 27 | 28 | 29 | 30 | 31 | 32 | 33 | 34 | 35 | 36 | 37 | 38 |
| --------- | - | - | - | - | - | - | - | - | - | -- | -- | -- | -- | -- | -- | -- | -- | -- | -- | -- | -- | -- | -- | -- | -- | -- | -- | -- | -- | -- | -- | -- | -- | -- | -- | -- | -- | -- |
| Luogo     | C | T | C | T | C | T | C | T | C | T  | C  | T  | C  | T  | T  | C  | T  | C  | T  | C  | T  | C  | C  | T  | C  | T  | C  | T  | C  | C  | T  | C  | T  | T  | C  | T  | C  | T  |
| Risultato |   |   |   |   |   |   |   |   |   |    |    |    |    |    |    |    |    |    |    |    |    |    |    |    |    |    |    |    |    |    |    |    |    |    |    |    |    |    |
| Posizione |   |   |   |   |   |   |   |   |   |    |    |    |    |    |    |    |    |    |    |    |    |    |    |    |    |    |    |    |    |    |    |    |    |    |    |    |    |    |

Legenda:

Luogo: C = Casa; T = Trasferta. Risultato: V = Vittoria; N = Pareggio; P = Sconfitta.

### Statistiche dei giocatori
| Giocatore         | Serie A  | Serie A | Serie A     | Serie A    | Coppa Italia | Coppa Italia | Coppa Italia | Coppa Italia | Totale   | Totale | Totale      | Totale     |
| Giocatore         | Presenze | Reti    | Ammonizioni | Espulsioni | Presenze     | Reti         | Ammonizioni  | Espulsioni   | Presenze | Reti   | Ammonizioni | Espulsioni |
| ----------------- | -------- | ------- | ----------- | ---------- | ------------ | ------------ | ------------ | ------------ | -------- | ------ | ----------- | ---------- |
| J. Addai          | 0        | 0       | 0           | 0          | 1            | 0            | 0            | 0            | 1        | 0      | 0           | 0          |
| D. Alli           | 0        | 0       | 0           | 0          | 0            | 0            | 0            | 0            | 0        | 0      | 0           | 0          |
| M. Baturina       | 0        | 0       | 0           | 0          | 1            | 0            | 0            | 0            | 1        | 0      | 0           | 0          |
| A. Belotti        | 0        | 0       | 0           | 0          | 0            | 0            | 0            | 0            | 0        | 0      | 0           | 0          |
| J. Butez          | 0        | -0      | 0           | 0          | 1            | -1           | 0            | 0            | 1        | -1     | 0           | 0          |
| M. Caqueret       | 0        | 0       | 0           | 0          | 1            | 0            | 0            | 0            | 1        | 0      | 0           | 0          |
| A. Cerri          | 0        | 0       | 0           | 0          | 0            | 0            | 0            | 0            | 0        | 0      | 0           | 0          |
| P. Cutrone        | 0        | 0       | 0           | 0          | 0            | 0            | 0            | 0            | 0        | 0      | 0           | 0          |
| L. Da Cunha       | 0        | 0       | 0           | 0          | 1            | 1            | 0            | 0            | 1        | 1      | 0           | 0          |
| A. Diao           | 0        | 0       | 0           | 0          | 1            | 0            | 0            | 0            | 1        | 0      | 0           | 0          |
| A. Dossena        | 0        | 0       | 0           | 0          | 0            | 0            | 0            | 0            | 0        | 0      | 0           | 0          |
| A. Douvikas       | 0        | 0       | 0           | 0          | 1            | 2            | 0            | 0            | 1        | 2      | 0           | 0          |
| Y. Engelhardt     | 0        | 0       | 0           | 0          | 0            | 0            | 0            | 0            | 0        | 0      | 0           | 0          |
| A. Gabrielloni    | 0        | 0       | 0           | 0          | 0            | 0            | 0            | 0            | 0        | 0      | 0           | 0          |
| E. Goldaniga      | 0        | 0       | 0           | 0          | 0            | 0            | 0            | 0            | 0        | 0      | 0           | 0          |
| M. Kempf          | 0        | 0       | 0           | 0          | 1            | 0            | 0            | 0            | 1        | 0      | 0           | 0          |
| N. Kühn           | 0        | 0       | 0           | 0          | 0            | 0            | 0            | 0            | 0        | 0      | 0           | 0          |
| F. Jack           | 0        | 0       | 0           | 0          | 0            | 0            | 0            | 0            | 0        | 0      | 0           | 0          |
| Á. Morata         | 0        | 0       | 0           | 0          | 1            | 0            | 0            | 0            | 1        | 0      | 0           | 0          |
| A. Moreno         | 0        | 0       | 0           | 0          | 1            | 0            | 0            | 0            | 1        | 0      | 0           | 0          |
| N. Paz            | 0        | 0       | 0           | 0          | 1            | 0            | 0            | 0            | 1        | 0      | 0           | 0          |
| M. Perrone        | 0        | 0       | 0           | 0          | 1            | 0            | 0            | 0            | 1        | 0      | 0           | 0          |
| J. Ramón          | 0        | 0       | 0           | 0          | 1            | 0            | 0            | 0            | 1        | 0      | 0           | 0          |
| S. Roberto        | 0        | 0       | 0           | 0          | 1            | 0            | 1            | 0            | 1        | 0      | 1           | 0          |
| J. Rodríguez      | 0        | 0       | 0           | 0          | 1            | 0            | 0            | 0            | 1        | 0      | 0           | 0          |
| M. Sala           | 0        | 0       | 0           | 0          | 0            | 0            | 0            | 0            | 0        | 0      | 0           | 0          |
| I. Smolčić        | 0        | 0       | 0           | 0          | 0            | 0            | 0            | 0            | 0        | 0      | 0           | 0          |
| Á. Valle          | 0        | 0       | 0           | 0          | 0            | 0            | 0            | 0            | 0        | 0      | 0           | 0          |
| I. Van der Brempt | 0        | 0       | 0           | 0          | 0            | 0            | 0            | 0            | 0        | 0      | 0           | 0          |
| M. Vojvoda        | 0        | 0       | 0           | 0          | 1            | 0            | 0            | 0            | 1        | 0      | 0           | 0          |
| A. Jasim          | 0        | 0       | 0           | 0          | 0            | 0            | 0            | 0            | 0        | 0      | 0           | 0          |